# Městská knihovna Hodonín
Městská knihovna Hodonín je veřejná knihovna s univerzálním fondem, jejímž zřizovatelem je město Hodonín. Jako knihovna pověřená výkonem regionálních funkcí také obsluhuje celkem 79 dalších knihoven v hodonínském regionu. Knihovna je členem sdružení SKIP ČR, SKAT a IBBY.

## Oddělení knihovny
Městská knihovna Hodonín disponuje následujícími odděleními:
- Oddělení pro dospělé a mládež
- Oddělení pro děti
- Čítárna a studovna
- Zašívárna[5]
- ProSenior
- DigiLab

## Služby
Městská knihovna Hodonín nabízí knihovnické a informační služby:
- půjčování knih, periodik a zvukových médií, e-knih, deskových her, kufříků
- kopírování, tisk
- bibliograficko-informační služby
- přístup na internet
- meziknihovní výpůjční služba a mezinárodní meziknihovní výpůjční služba[3]
- možnost vracení knih do biblioboxu[6]

### Vzdělávání a kultura
- VU3V, Univerzita volného času, Trénování paměti[7]
- autorská čtení, literární a informační lekce, čtenářská gramotnost, besedy, literární dílny
- výstavy, vernisáže[8]

## Pobočky
Městská knihovna Hodonín poskytuje knihovnické služby také v 1 své pobočce:
- pobočka Brandlova, Brandlova 81, Hodonín